# Монтодине
Монтодине (итал. Montodine) — коммуна в Италии, располагается в регионе Ломбардия, подчиняется административному центру Кремона.
Население составляет 2217 человек, плотность населения составляет 202 чел./км². Занимает площадь 11 км². Почтовый индекс — 26010. Телефонный код — 0373.
Покровительницей коммуны почитается святая равноапостольная Мария Магдалина, празднование 22 июля.